# George Forrest (botaniker)
George Forrest, född den 13 mars 1873 i Falkirk, död den 5 januari 1932 i Tengchong, Yunnan, var en skotsk botaniker och växtsamlare. Auktorsnamnet Forrest kan användas för George Forrest (botaniker) i samband med ett vetenskapligt namn inom botaniken; se Wikipediaartiklar som länkar till auktorsnamnet.
Forrest arbetade till att börja med i ett apotek i Kilmarnock. Så snart han hade sparat ihop tillräckligt med pengar reste han till Australien för att besöka anförvanter. Han återvände till Skottland 1902. Sitt botaniska arbete började han vid herbariet i botaniska trädgården i Edinburgh. Han var dock ingen stadsmänniska och längtade efter arbete i det fria. 
Sin första botaniska expedition utförde han för Arthur Kilpin Bulley från Neston i Cheshire. Bulley skickade Forrest till Kina för att samla in växter. Flera av de växter Forrest samlade in bär artbestämningen forrestii, vilket är ett indicium för den framgång hans resa blev. 
Forrest företog sammanlagt fem expeditioner till Kina. Han samlade inte endast växter, utan även fåglar och fjärilar. Han använde även sina farmaceutiska kunskaper och behandlade infödda kineser mot olika sjukdomar. Forrest själv blev svårt sjuk på sin sista resa till Kina och dog nära gränsen till Burma.
Till de av honom samlade och i Europa nya växterna hör die tallväxtarten Abies forrestii georgei, lönnarter (Acer), Adenophora, Astersläktet, Dracocephalum, Hemerocallis, Iris, Primula och rhododendronarten Rhododendron forrestii. År 1927 hedrade Royal Horticultural Society honom med sin Veitch Memorial Medal i guld.